# Mülsen
Mülsen é um município da Alemanha, situado no distrito de Zwickau, no estado da Saxônia. Tem 49,65 km² de área, e sua população em 2019 foi estimada em 11.057 habitantes.